# Закон и ред: Специални разследвания
„Закон и ред: Специални разследвания“ (на английски: Law & Order: Special Victims Unit) е американски криминален сериал с елементи на полиция и съдебна драма по идея на Дик Улф за Ен Би Си. Като първия спиноф сериал на „Закон и ред“ сериалът е продуциран от „Улф Ентъртейнмънт“ и „Юнивърсъл Телевижън“ и е излъчен премиерно на 20 септември 1999 г. След премиерата на 21-вия си сезон през септември 2019 г. сериалът става най-дългият праймтайм сериал в американската телевизия.